# She Loves Me
She Loves Me és un musical amb un llibret de Joe Masteroff, lletraes de Sheldon Harnick i música de Jerry Bock.
El musical és la tercera adaptació de l'obra Parfumerie de 1937 del dramaturg hongarès Miklós László, després de la pel·lícula de 1940 de James Stewart-Margaret Sullavan The Shop Around the Corner i la versió musical de 1949 de Judy Garland-Van Johnson In the Good Old Summertime. Va tornar a aparèixer el 1998 com la pel·lícula de Tom Hanks-Meg Ryan You've Got Mail. La trama gira al voltant dels empleats de la botiga de Budapest Georg Nowack i Amalia Balash que, tot i estar constantment en desacord a la feina, no saben que cadascun és l'amic secret de l'altre que es coneixen a través d'anuncis de cors solitaris.
El musical es va estrenar a Broadway el 1963 i va tenir 301 representacions. Posteriorment va tenir produccions al West End el 1964 i revivals premiats a cada costat de l'Atlàntic als anys noranta, així com produccions regionals. She Loves Me es va tornar a reviure a Broadway el 2016 i la producció es va convertir en el primer espectacle de Broadway que s'ha emès en directe.

## Sinopsi

### Primer acte
En un bonic dia d'estiu a Budapest de 1934, els empleats de la Perfumeria Maraczek arriben a la feina ("Good Morning, Good Day"). A la botiga hi treballen Ladislav Sipos, un venedor de mitjana edat inquiet i amb una família; el repartidor adolescent Arpad Laszlo; Ilona Ritter, de trenta anys, que té una aventura amb Steven Kodaly; i Georg Nowack, el tímid subgerent. El Sr. Maraczek arriba per obrir la botiga, i aviat el negoci està en marxa ("Sounds While Selling"/"Thank You, Madam"). Georg ha estat intercanviant cartes amb una dona anònima que només coneix com a "Estimat amic", i comparteix la carta romàntica d'avui amb Sipos. Maraczek aconsella a Georg que es casi i recorda que era solter ("Days Gone By").
Arpad comença a emmagatzemar els prestatges amb una nova funda de cigarrets musical. El senyor Maraczek insisteix que aconseguiran vendre'n un en una hora. Entra una jove nerviosa, Amalia Balash, amb l'esperança d'obtenir una feina a la Perfumeria. Quan en Georg li diu que no estan contractant, demana parlar amb Maraczek. L'Amàlia agafa una de les cigarretes i convenç a un client que realment es tracta d'una caixa de caramels musical que sona cada cop que s'obre per dir-li suaument al propietari "no més caramels" ("No More Candy"). Maraczek està impressionat i immediatament contracta l'Amalia.
A mesura que l'estiu es converteix en tardor i després en els primers dies de l'hivern, la tensió creix a la botiga. L'Ilona i la Kodaly estan en desacord, el Sr. Maraczek té cada cop menys paciència amb Georg, i Georg i Amalia es barallen constantment. Georg troba consol en la seva amiga romàntica anònima per correspondència, sense sospitar que el seu corresponsal no és altre que Amalia ("Three Letters"). Els seus companys observen les seves baralles i Sipos explica a Arpad que discuteixen perquè, sense saber-ho, s'agraden molt. Arpad suggereix ingènuament que li diguin això a Georg i Amalia, i Sipos respon que mai s'ho creurien. Finalment, a principis de desembre, els dos "Estimats Amics" s'organitzen per trobar-se personalment.
Maraczek vesteix humiliantment en Georg per un problema menor. Georg li diu a Sipos que aquesta nit finalment es trobarà amb la seva "estimada amiga" ("Tonight At Eight"). Mentrestant, Amalia explica a l'Ilona que, tot i que encara no ha conegut el seu "estimat amic", el coneix molt bé per les seves cartes ("I Don't Know His Name").
El senyor Maraczek i Georg discuteixen, i quan es fa obvi que Maraczek està a punt d'acomiadar en Georg, Sipos tomba la pila de caixes de cigarrets musicals per distreure'l. Maraczek increpa Sipos i se'n va. Sipos li diu a Georg que cap substitut el tractaria tan bé com ho fa en Georg ("Perspective"). Maraczek insisteix que tothom es quedi fins tard per decorar el Nadal, però l'Amàlia diu que ha de marxar aviat per a la seva cita. Georg també demana marxar, però el senyor Maraczek es nega a deixar-lo marxar. En Georg abandona amb ràbia, i els altres empleats s'acomiaden de Georg ("Goodbye Georg"). L'Amàlia se'n va agafant una còpia d'Anna Karenina amb una rosa a dins perquè el seu "estimat amic" la pugui identificar. Es pregunta si li agradarà a "l'amic estimat" ("Will He Like Me?"). Mentrestant, dins de la botiga, en Kodaly comença a seduir Ilona ("Ilona"). Fixen una cita, però quan el senyor Maraczek insisteix que han de tancar la botiga abans d'hora, en Kodaly s'adona que té temps per a una cita a les 9:30 que havia programat prèviament. Ell posposa la seva cita amb Ilona, i ella declara enfadada que mai més s'enamorarà d'un home com ell ("I Resolve"). En Georg està nerviós i li demana a Sipos que li doni una nota al "estimat amic" explicant que en Georg no va poder venir.
L'investigador privat del senyor Maraczek entra a la botiga i li diu que Kodaly està tenint una aventura amb la seva dona. Maraczek havia suposat que era Georg. L'investigador marxa i la dona de Maraczek truca per dir-li que sortirà tard. Maraczek apunta amb una pistola al seu propi cap i prem el gallet quan l'Arpad entra a la botiga. Mentrestant, al Cafe Imperiale, el cap de cambrer intenta mantenir un ambient romàntic mentre Amalia espera amb el seu llibre i la rosa ("Romantic Atmosphere"). Georg i Sipos entren i s'estan sorprès en adonar-se que Amalia és la cita amb Georg; tanmateix, Amalia no sap que Georg és el seu "estimat amic". Georg s'asseu a la taula d'Amàlia i es burla d'ella, cantant un "Tango Tragique" sobre una dona que va ser assassinada en una cita a cegues (l'espectacle s'ha reestructurat perquè la cançó no la canta Georg, però és un número de ball per al conjunt, 8-20-19). Es discuteixen i en Georg se'n va. Quan el cafè tanca, l'Amàlia, encara esperant, demana a "estimat amic" que no l'abandoni ("Dear Friend").

### Segon acte
L'endemà, el senyor Maraczek ha sobreviscut al seu intent de suïcidi, i Arpad ve a visitar-lo a l'hospital. Maraczek està impressionat amb el treball dur d'Arpad en la seva absència, i Arpad demana que sigui ascendit a dependent de vendes ("Try Me"). Georg també passa per aquí, i Maraczek demana disculpes i li demana que torni a la seva feina. Maraczek diu a Georg que acomiada la Kodaly i esmenta que l'Amalia ha trucat que estava malalta.
Georg està preocupat per Amalia i la visita al seu apartament. Tem que ell hagi vingut a espiar-la i dir-li als altres que no està realment malalta, així que intenta aixecar-se del llit i preparar-se per a la feina ("Where's My Shoe"). Georg, en veure que està realment malalta, la obliga a tornar al llit i li fa un regal: un gelat de vainilla. Es disculpa per la seva grolleria la nit anterior, però Amalia li diu que tenia raó amb la seva cita; si "estimat amic" l'estimava realment, hauria vingut. Georg, que vol dir bé, inventa una història que va veure un senyor gran, calb i gros mirant al cafè. Georg diu que l'home li va dir que havia de treballar i que no podia trobar-se amb la seva cita, i Georg conjectura que deu ser la seva "estimada amiga". L'Amàlia es sorprèn de trobar que gaudeix de la seva conversa amb Georg. Després de marxar, ella comença una carta al seu "estimat amic", però només pot pensar en l'amabilitat de Georg i el seu gelat("Vanilla Ice Cream").
Georg decideix amb alegria que Amalia l'estima ("She Loves Me"). A casa de Maraczek, Ilona explica a Sipos que s'ha superat en Kodaly; ahir a la nit, va anar a la biblioteca on va conèixer en Paul, un amable optometrista ("A Trip to the Library"). Kodaly s'acomiada de tothom ("Grand Knowing You"). Amb el Nadal que s'acosta ràpidament, els empleats estan ocupats ajudant els compradors d'última hora, i Georg i Amalia gaudeixen de la companyia mútua ("Twelve Days to Christmas"). La Nit de Nadal, l'Amàlia li diu a en Georg que ha convidat un "estimat amic" a passar la vetllada amb ella i la seva mare. Ella també convida en Georg, i ell accepta dubtant. El senyor Maraczek torna a la botiga per a una feliç reunió, i Ilona anuncia els seus plans per acceptar la proposta de Paul aquella nit. tot i que encara no sap que proposarà. Sipos marxa per unir-se a la festa de Nadal de la seva família, i Maraczek s'emporta l'Arpad per passar una nit a la ciutat.
Georg ajuda a Amalia amb els seus paquets quan surt de la botiga, i accidentalment cauen una de les caixes de cigarrets musicals. L'Amàlia té la intenció de regalar-la a "l'amic estimat", però en Georg diu que li agradaria molt; li recordarà el dia que la va conèixer. Admet que sempre va pensar que Amalia era el tipus de noia de la qual es podia enamorar. L'Amàlia confessa tenir sentiments semblants, i en Georg treu de la butxaca una de les cartes d'Amàlia al "estimat amic" i comença a llegir-la en veu alta. Amalia finalment entén que en Georg realment és "estimat amic" i es fan un petó.

## Números musicals
| I Acte - "Prelude" / "Good Morning, Good Day" – Georg, Arpad, Sipos, Ilona i Kodaly - "Sounds While Selling" – Customers, Sipos, Kodaly i Georg - "Thank You, Madam" – Clerks - "Days Gone By" – Maraczek - "No More Candy" – Amalia - "Three Letters" – Amalia, Georg - "Tonight at Eight" – Georg - "I Don't Know His Name" – Amalia i Ilona - "Perspective" – Sipos - "Goodbye Georg" – Customers i Clerks - "Will He Like Me?" – Amalia - "Ilona" – Kodaly, Arpad, i Sipos - "I Resolve" – Ilona - "A Romantic Atmosphere" – Maitre D' - "Tango Tragique" – Georg - "Mr. Nowack, Will You Please?" – Amalia i Waiter - "Dear Friend" – Amalia | Act II - "Entr'acte" – Orchestra - "Try Me" – Arpad - "Days Gone By" (Reprise) – Maraczek - "Where's My Shoe?" – Amalia i Georg - "Vanilla Ice Cream" – Amalia - "She Loves Me" – Georg - "A Trip to the Library" – Ilona - "Grand Knowing You" – Kodaly - "Twelve Days to Christmas" – Cantants de nadales, clients i empleats - "Finale" – Georg i Amalia |

### Canvis
- "Heads I Win" substituí "I Resolve" a la producció de Londres de 1964
- "Three Letters" revisada com "Letters" a la producció de Londres de 1964 per a George, Amalia i Conjunt.
- "Twelve Days To Christmas" revisada pel revival de Broadway de 1993 Broadway, emprada en les produccions posteriors.
- "Tango Tragique" parlada sobre la música als revivals de Broadway de 1993 u 2016

### Cançons tallades o anulades
- "Tell Me I Look Nice" (anulada abans de l'estrena) - Amalia
- "Merry Christmas Bells" (substituïda per "Ilona", usada com a contra-melodia amb algunes lletres) - Sipos, Arpad, Kodaly i Miss Ritter
- "My North American Drugstore" (substituïda per "Grand Knowing You") - Kodaly
- "Christmas Eve" (anulada abans de l'estrena) - Mr. Maraczek i empleats

## Produccions
El productor Lawrence Kasha va reunir els tres escriptors.

### Producció original de Broadway
El musical es va estrenar a Broadway el 23 d'abril de 1963 a l'Eugene O'Neill Theatre no gaire després de la liquidació de la vaga dels diaris de la ciutat de Nova York de quatre mesos de durada de 1962-1963. No obstant això, l'espectacle va aconseguir 302 representacions. El musical va ser dirigit per Harold Prince i coreografiat per Carol Haney, amb un repartiment que comptava amb Daniel Massey com a Georg Nowack, Barbara Cook com Amalia Balash, Barbara Baxley com Ilona Ritter, Jack Cassidy com Stephen Kodaly, Nathaniel Frey com Ladislav Sipos, Ralph Williams. com Arpad Laszlo i Ludwig Donath com el senyor Maraczek. L'espectacle romàntic i antic de moda va quedar curt amb grans números de cançons i balls, i el teatre Eugene O'Neill era massa petit per generar un gran benefici. MGM Records va publicar un enregistrament original del repartiment i posteriorment es va tornar a publicar en CD amb el segell Polydor el 1987.

### Producció del West End
La producció del West End es va estrenar el 29 d'abril de 1964 al Lyric Theatre, on va tenir 189 funcions. El repartiment incloïa Gary Raymond, Rita Moreno, Anne Rogers i Gary Miller. Angel Records va publicar una gravació del repartiment de Londres

### Primer revival a Broadway
The Roundabout Theatre Company va produir un revival a Broadway, dirigit per Scott Ellis i coreografiat per Rob Marshall (amb l'ajut de la seva germana Kathleen). Es va inaugurar el 10 de juny de 1993 al Criterion Center Stage Right i es va traslladar el 28 de setembre de 1993 al Brooks Atkinson Theatre,tancant el 19 de juny de 1994, després d'un total de 354 actuacions i 42 preestrenes. El repartiment incloïa Boyd Gaines com a Georg, Judy Kuhn (substituïda per Diane Fratantoni quan es va transferir el espectacle) com Amalia, Sally Mayes com Ilona, Howard McGillin com a Kodaly, Lee Wilkof com a Ladislav, Brad Kane com Arpad, i Louis Zorich com el senyor Maraczek. Varèse Sarabande va publicar una gravació del repartiment revival. La producció va ser dirigida per David Loud .

### Primer revival a Londres
El revival del West End, també dirigit per Ellis i coreografiat per Marshall, es va estrenar el 12 de juliol de 1994 al Savoy Theatre, on va funcionar durant un any. El repartiment incloïa John Gordon Sinclair com a Georg, Ruthie Henshall com Amalia i Tracie Bennett com Ilona. Es va publicar una gravació del repartiment de revival amb el segell First Night.

### Segon revival de Broadway
The Roundabout Theatre Company va presentar un revival el 2016, de nou dirigit per Scott Ellis i coreografiat per Warren Carlyle, a Broadway, que es va estrenar a Studio 54 el 17 de març després de les preestrenes del 19 de febrer en un compromís limitat fins al 5 de juny. La producció era protagonitzada per Laura Benanti com a Amalia, Zachary Levi com a Georg, Jane Krakowski com a Ilona, Gavin Creel com a Kodaly, Byron Jennings com a Maraczek i Michael McGrath com a Sipos. El 2 de desembre de 2015, es va anunciar que Byron Jennings interpretaria el paper de Maraczek, en substitució de René Auberjonois. La durada del revival es va ampliar fins al 10 de juliol de 2016, i Tom McGowan va substituir Michael McGrath en el paper de Sipos a partir del 10 de maig de 2016.
Després de l'enorme èxit del revival de Broadway de 2016, el musical es va reestrenar al West End de Londres a la Menier Chocolate Factory, estrenant-se el 25 de novembre de 2016, en preestrenes, oficialment el 7 de desembre, per una tirada limitada fins al 5 de març de 2017. Dirigit de Matthew White, el repartiment l'encapçalava Scarlett Strallen com Amalia Balash.

#### Transmissió en directe del 2016
El 30 de juny de 2016, l'actuació del revival del Roundabout de She Loves Me es va presentar a través de la transmissió en directe de BroadwayHD, marcant la primera vegada que un espectacle de Broadway s'havia emès en directe. La històrica emissió es va projectar als cinemes l'1 de desembre de 2016.

### Altres produccions
El març de 1977 es va celebrar una sèrie limitada de concerts al The Town Hall de la ciutat de Nova York, i van comptar amb Madeline Kahn com Amalia, Barry Bostwick com a Georg, Rita Moreno com Ilona, George Rose com el Sr. Maraczek, i Laurence Guittard com a Kodaly.
El 1978 es va fer una producció de la BBC-TV una mica abreujada amb Gemma Craven com a Amalia, Robin Ellis com a Georg i David Kernan com a Kodaly.
L'Oregon Shakespeare Festival, a Ashland, Oregon, va organitzar una producció com a part de la seva temporada 2010, que va durar de febrer a octubre a l' Angus Bowmer Theatre
Una producció australiana aclamada per la crítica i a petita escala es va estrenar a la Hayes Theatre Company de Sydney, que va començar les preestrenes el 22 d'agost de 2018. L'espectacle va comptar amb Rowan Witt com Georg al costat de Caitlin Berry com Amalia, amb Tony Llewellyn- Jones com Maraczek. La producció va ser dirigida per Erin James.

## Personatges i repartiments originals
| Personatge      | Repartiment original de Broadway (1963) | Repartiment original de Londres (1964) | Concert de 1977   | Revival de Broadway de 1993 | Revival de Londres de 1994 | Concert de 2011 | Revival de Broadway de 2016 | Revival de Londres de 2016 | 2018 Sydney          |
| --------------- | --------------------------------------- | -------------------------------------- | ----------------- | --------------------------- | -------------------------- | --------------- | --------------------------- | -------------------------- | -------------------- |
| Amalia Balash   | Barbara Cook                            | Anne Rogers                            | Madeline Kahn     | Judy Kuhn                   | Ruthie Henshall            | Kelli O'Hara    | Laura Benanti               | Scarlett Strallen          | Caitlin Berry        |
| Georg Nowack    | Daniel Massey                           | Gary Raymond                           | Barry Bostwick    | Boyd Gaines                 | John Gordon Sinclair       | Josh Radnor     | Zachary Levi                | Mark Umbers                | Rowan Witt           |
| Ilona Ritter    | Barbara Baxley                          | Rita Moreno                            | Rita Moreno       | Sally Mayes                 | Tracie Bennett             | Jane Krakowski  | Jane Krakowski              | Katherine Kingsley         | Zoe Gertz            |
| Steven Kodaly   | Jack Cassidy                            | Gary Miller                            | Laurence Guittard | Howard McGillin             | Gerard Casey               | Gavin Creel     | Gavin Creel                 | Dominic Tighe              | Kurt Phelan          |
| Zoltan Maraczek | Ludwig Donath                           | Karle Stepanek                         | George Rose       | Louis Zorich                | David de Keyser            | Victor Garber   | Byron Jennings              | Les Dennis                 | Tony Llewellyn-Jones |
| Ladislav Sipos  | Nathaniel Frey                          | Peter Sallis                           | Tom Batten        | Lee Wilkof                  | Barry James                | Tom McGowan     | Michael McGrath             | Alastair Brookshaw         | Jay James-Moody      |
| Arpad Laszlo    | Ralph Williams                          | Gregory Phillips                       | George Connolly   | Brad Kane                   | Simon Connolly             | Rory O'Malley   | Nicholas Barasch            | Callum Howells             | Joel Granger         |
| Headwaiter      | Wood Romoff                             | Carl Jaffé                             |                   | Jonathan Freeman            | David Alder                | Peter Bartlett  | Peter Bartlett              | Cory English               | Jay James-Moody      |

## Adaptació cinematogràfica cancel·lada
MGM va comprar els drets de pantalla del musical l'any 1967 amb plans per convertir-lo en una pel·lícula protagonitzada per Julie Andrews i dirigida per Harold Prince. Després d'un any de retards, MGM va avançar amb la pel·lícula amb una producció revisada el 1969. Julie Andrews encara estava preparada per interpretar Amalia; no obstant això, Blake Edwards estava ara per dirigir. Dick Van Dyke va ser molt considerat pel paper de Georg, que hauria reunit Andrews i Van Dyke per primera vegada des de Mary Poppins el 1964. Maurice Chevalier estava entre els considerats per al paper de Maraczek. La producció estava ben encaminada quan Kirk Kerkorian va comprar MGM i la va instal·lar James T. Aubrey Jr. a dirigir l'estudi per fer canvis radicals.
Amb una important reestructuració de l'empresa i el canvi d'enfocament cap a pel·lícules més juvenils i el musical va ser un dels molts projectes que es van abandonar bruscament.

## Premis i nominacions

### Producció original de Broadway
| Any  | Premi      | Categoria                              | Nominat        | Resultat  |
| ---- | ---------- | -------------------------------------- | -------------- | --------- |
| 1964 | Premi Tony | Millor musical                         | Millor musical | Nominat   |
| 1964 | Premi Tony | Millor autor                           | Joe Masteroff  | Nominat   |
| 1964 | Premi Tony | Millor actor de repartiment de musical | Jack Cassidy   | Guanyador |
| 1964 | Premi Tony | Millor direcció de musical             | Harold Prince  | Nominat   |
| 1964 | Premi Tony | Millor Productor d'un musical          | Harold Prince  | Nominat   |

### Revival de Broadway 1993
| Any  | Premi            | Categoria                                        | Nominat                        | Resultat  |
| ---- | ---------------- | ------------------------------------------------ | ------------------------------ | --------- |
| 1994 | Premi Tony       | Millor revival de musical                        | Millor revival de musical      | Nominat   |
| 1994 | Premi Tony       | Millor actor protagonista de musical             | Boyd Gaines                    | Guanyador |
| 1994 | Premi Tony       | Millor actriu protagonista de musical            | Judy Kuhn                      | Nominat   |
| 1994 | Premi Tony       | Millor actor de repartiment de musical           | Jonathan Freeman               | Nominat   |
| 1994 | Premi Tony       | Millor actriu de repartiment de musical          | Sally Mayes                    | Nominat   |
| 1994 | Premi Tony       | Millor direcció de musical                       | Scott Ellis                    | Nominat   |
| 1994 | Premi Tony       | Millor coreografia                               | Rob Marshall                   | Nominat   |
| 1994 | Premi Tony       | Millor escenografia                              | Tony Walton                    | Nominat   |
| 1994 | Premi Tony       | Millor vestuari                                  | David Charles i Jane Greenwood | Nominat   |
| 1994 | Premi Drama Desk | Revival Més Destacat                             | Revival Més Destacat           | Guanyador |
| 1994 | Premi Drama Desk | Actor a un Musical Més Destacat                  | Boyd Gaines                    | Guanyador |
| 1994 | Premi Drama Desk | Actriu de repartiment més destacada a un musical | Sally Mayes                    | Nominat   |
| 1994 | Premi Drama Desk | Director de Musical Més Destacat                 | Scott Ellis                    | Nominat   |
| 1994 | Premi Drama Desk | Coreografia més Destacada                        | Rob Marshall                   | Nominat   |

### Revival de Londres 1994
| Any  | Premi                       | Categoria                                             | Nominat                        | Resultat  |
| ---- | --------------------------- | ----------------------------------------------------- | ------------------------------ | --------- |
| 1995 | Premi Laurence Olivier      | Millor Revival Musical                                | Millor Revival Musical         | Guanyador |
| 1995 | Premi Laurence Olivier      | Millor Actor de Musical                               | John Gordon Sinclair           | Guanyador |
| 1995 | Premi Laurence Olivier      | Millor Actriu de Musical                              | Ruthie Henshall                | Guanyador |
| 1995 | Premi Laurence Olivier      | Millor Actuació en un Paper de Repartiment de Musical | Tracie Bennett                 | Guanyador |
| 1995 | Premi Laurence Olivier      | Millor Director de Musical                            | Scott Ellis                    | Guanyador |
| 1995 | Premi Laurence Olivier      | Millor Coreògraf teatral                              | Rob Marshall                   | Nominat   |
| 1995 | Premi Laurence Olivier      | Millor Vestuari                                       | David Charles i Jane Greenwood | Nominat   |
| 1995 | Premi del Cercle de Crítics | Millor musical                                        | Millor musical                 | Guanyador |

### Revival de Broadway 2016
| Any  | Premi                       | Categoria                                                       | Nominat | Resultat  |
| ---- | --------------------------- | --------------------------------------------------------------- | --- | --------- |
| 2016 | Premis Tony                 | Millor revival de musical                                       | Millor revival de musical | Nominat   |
| 2016 | Premis Tony                 | Millor actor protagonista de musical                            | Zachary Levi | Nominat   |
| 2016 | Premis Tony                 | Millor actriu protagonista de musical                           | Laura Benanti | Nominat   |
| 2016 | Premis Tony                 | Millor actriu de repartiment de musical                         | Jane Krakowski | Nominat   |
| 2016 | Premis Tony                 | Millor direcció de musical                                      | Scott Ellis | Nominat   |
| 2016 | Premis Tony                 | Millor escenografia a un musical                                | David Rockwell | Guanyador |
| 2016 | Premis Tony                 | Millor vestuari a un musical                                    | Jeff Mahshie | Nominat   |
| 2016 | Premis Tony                 | Millors orquestracions                                          | Larry Hochman | Nominat   |
| 2016 | Premis Drama Desk Awards    | Revival de Musical Més Destacat                                 | Revival de Musical Més Destacat | Guanyador |
| 2016 | Premis Drama Desk Awards    | Actor de Musical Més Destacat                                   | Zachary Levi | Nominat   |
| 2016 | Premis Drama Desk Awards    | Més Destacada                                                   | Laura Benanti | Nominat   |
| 2016 | Premis Drama Desk Awards    | Actor de repartiment Més Destacat a un musical                  | Nicholas Barasch | Nominat   |
| 2016 | Premis Drama Desk Awards    | Actriu de repartiment més destacada a un musical                | Jane Krakowski | Guanyador |
| 2016 | Premis Drama Desk Awards    | Orquestracions més destacades                                   | Larry Hochman | Guanyador |
| 2016 | Premis Drama Desk Awards    | Escenografia més destacada a un musical                         | David Rockwell | Guanyador |
| 2016 | Premis Drama Desk Awards    | Vestuari més destacat a un musical                              | Jeff Mahshie | Nominat   |
| 2016 | Premis Drama Desk Awards    | Perruqueria més destacada                                       | David Brian Brown | Nominat   |
| 2016 | Premi Outer Critics Circles | Revival més destacat d'un musical a Broadway o a l'Off-Broadway | Revival més destacat d'un musical a Broadway o a l'Off-Broadway                                                                                   | Guanyador |
| 2016 | Premi Outer Critics Circles | Actriu de musical més destacada                                 | Laura Benanti | Nominat   |
| 2016 | Premi Outer Critics Circles | Actor de repartiment més destacat en un musical                 | Nicholas Barasch | Nominat   |
| 2016 | Premi Outer Critics Circles | Actriu de repartiment més destacada en un musical               | Jane Krakowski | Guanyador |
| 2016 | Premi Outer Critics Circles | Director de musical més destacat                                | Scott Ellis | Nominat   |
| 2016 | Premi Outer Critics Circles | Escenografia més destacada                                      | David Rockwell | Guanyador |
| 2016 | Premi Outer Critics Circles | Vestuari més destacat                                           | Jeff Mahshie | Guanyador |
| 2016 | Premi Outer Critics Circles | Il·luminació més destacada                                      | Donald Holder | Nominat   |
| 2016 | Premi Drama League          | Revival més destacat d'un musical a Broadway o a l'Off-Broadway | Revival més destacat d'un musical a Broadway o a l'Off-Broadway                                                                                   | Nominat   |
| 2016 | Premi Drama League          | Actuació distingida                                             | Zachary Levi | Nominat   |
| 2016 | Premi Drama League          | Actuació distingida                                             | Laura Benanti | Nominat   |
| 2016 | Premi Astaire               | Ballarina més destacada a un espectacle de Broadway             | Jane Krakowski | Guanyador |
| 2016 | Premi Astaire               | Conjunt més destacat a un espectacle de Broadway                | Cameron Adams, Justin Bowen, Alison Cimmet, Benjamin Eakeley, Michael Fatica, Gina Ferrall, Jennifer Goote, Andrew Kober, Laura Shoop, Jim Walton | Nominat   |
| 2016 | Premi Astaire               | Coreògraf més destacat a un espectacle de Broadway              | Warren Carlyle | Nominat   |